# ニール・ジョーダン
ニール・ジョーダン（Neil Jordan、1950年2月25日 - ）は、アイルランドの映画監督・脚本家・小説家。スライゴ県スライゴ出身。

## 略歴
カトリック系の聖ポールカレッジで宗教教育を受け、アイルランド国立大学ダブリン校（UCD）でアイルランドの歴史と文学を学ぶ。ゴシック・ホラーや歴史物や恋愛物などを手がけ、ハリウッドで活躍するアイルランドを代表するストリーテラーである。
1992年に発表した『クライング・ゲーム』がアカデミー賞6部門にノミネートされ、脚本賞を受賞。『マイケル・コリンズ』でヴェネツィア国際映画祭金獅子賞を、『ブッチャー・ボーイ』でベルリン国際映画祭銀熊賞を受賞している。
現在はダブリン郊外のダン・レアリーに住んでいる。最初の妻との間に2人、結婚に至らなかった交際相手との間に1人、二番目の妻との間に2人、計5人の子供がいる。

## 邦訳作品
- 『獣の夢』 山田和子訳 福武書店 1992.2（原著1983年）
- 『チュニジアの夜』 西村真裕美訳 国書刊行会〈文学の冒険〉1994.11（原著1976年）

## フィルモグラフィ

### 映画
- 殺人天使 Angel（1982）監督・脚本
- 狼の血族 The Company of Wolves（1984）監督・脚本
- モナリザ Mona Lisa（1986）監督・脚本
- プランケット城への招待状 High Spirits（1988）監督・脚本
- 俺たちは天使じゃない We're No Angels（1989）監督
- クライング・ゲーム The Crying Game（1992）督・脚本
- インタビュー・ウィズ・ヴァンパイア Interview with the Vampire: The Vampire Chronicles（1994）監督
- マイケル・コリンズ Michael Collins（1996）監督・脚本
- ブッチャー・ボーイ The Butcher Boy（1997）監督・脚本・製作総指揮
- IN DREAMS/殺意の森 In Dreams（1999）監督・脚本
- ことの終わり The End of the Affair（1999）監督・脚本・製作
- ギャンブル・プレイ The Good Thief（2002）監督・脚本・製作総指揮
- ダブリン上等! Intermission（2003）製作
- プルートで朝食を Breakfast on Pluto（2005）監督・脚本・製作
- ブレイブ ワン The Brave One（2007）監督
- オンディーヌ 海辺の恋人 Ondine（2009）監督・脚本・製作
- ビザンチウム Byzantium（2012）監督
- グレタ GRETA Greta（2018）監督・脚本
- 探偵マーロウ Marlowe（2022）監督・脚本
- The Riker’s Ghost（TBA）監督

### テレビシリーズ
- ボルジア家 愛と欲望の教皇一族 The Borgias（2011–2013）企画・製作総指揮、計4話監督